# Hermotim de Clazòmenes
Hermotim (grec antic: Ἑρμότιμος, llatí: Hermotimus) fou un filòsof de l'antiga Grècia que va viure al segle vii aC i era natural de Clazòmenes. Pertanyia a l'escola pitagòrica, segons que diu Llucià, qui li atribueix haver estat el primer de tenir la idea, que després Anaxàgores s'atribuí a ell mateix, que la ment era la causa de totes les coses.
A la seva època, segons Plini i Llucià, fou considerat dotat de poders sobrenaturals, i es deia que la seva ànima viatjava d'un lloc a l'altre en molt poc temps. Segons una història narrada per Tertul·lià, un dia, mentre dormia, la seva ànima va fer un viatge extracorpori; la seva dona va comentar aquest fet estrany, i els seus enemics varen aprofitar per cremar el seu cos i així evitar que la seva ànima hi pogués tornar. Els ciutadans de Clazòmenes li van dedicar un temple després de la seva tràgica mort i van prohibir l'entrada a les dones, com a càstig per la traïció de la seva esposa. Segons Diògenes Laerci, Pitàgores, ferm defensor de la transmigració de l'ànima, deia que en una altra vida havia estat el mateix Hermotim i que ho sabia del cert perquè havia reconegut l'escut de Menelau al temple d'Apol·lo a Branquídia.
Sext Empíric el situa, junt amb Hesíode, Parmènides i Empèdocles, entre els filòsofs dualistes, que consideraven que l'origen de l'Univers tenia origen material i energètic junts.